# ألان ويلسون (مهندس)
ألان ويلسون (بالإنجليزية: Alan Wilson)‏ هو مهندس ومهندس معماري جنوب أفريقي، ولد في 9 مايو 1946 في ديربان في جنوب أفريقيا.